# سلطان بن سلمان بن عبدالعزیز آل سعود
سلطان بن سلمان بن عبدالعزیز، فرزند سلمان بن عبدالعزیز، پادشاه عربستان سعودی، اولین فضانورد مسلمان ، اولین عضو یک خانواده سلطنتی و اولین عربی بود که در سال ۱۹۸۵ با فضاپیمای دیسکاوری آمریکا به دور کرهٔ زمین گشت.
وی همچنین مهندس بار مفید (payload) است.
سلطان طی سفرش در به راه انداختن سه ماهوارهٔ ارتباطی از جمله سازمان ارتباطات عربی (عرب ست) همکاری کرد. او همچنین تعدادی آزمایش که به دست دانشمندان سعودی طراحی شده بود، در سفینه انجام داد و شخصاً بازدیدی هدایت شده از داخل فضاپیما را گزارش کرد که به صورت مستقیم از تلویزیون عربستان پخش شد.